# Berliner Gedenktafel

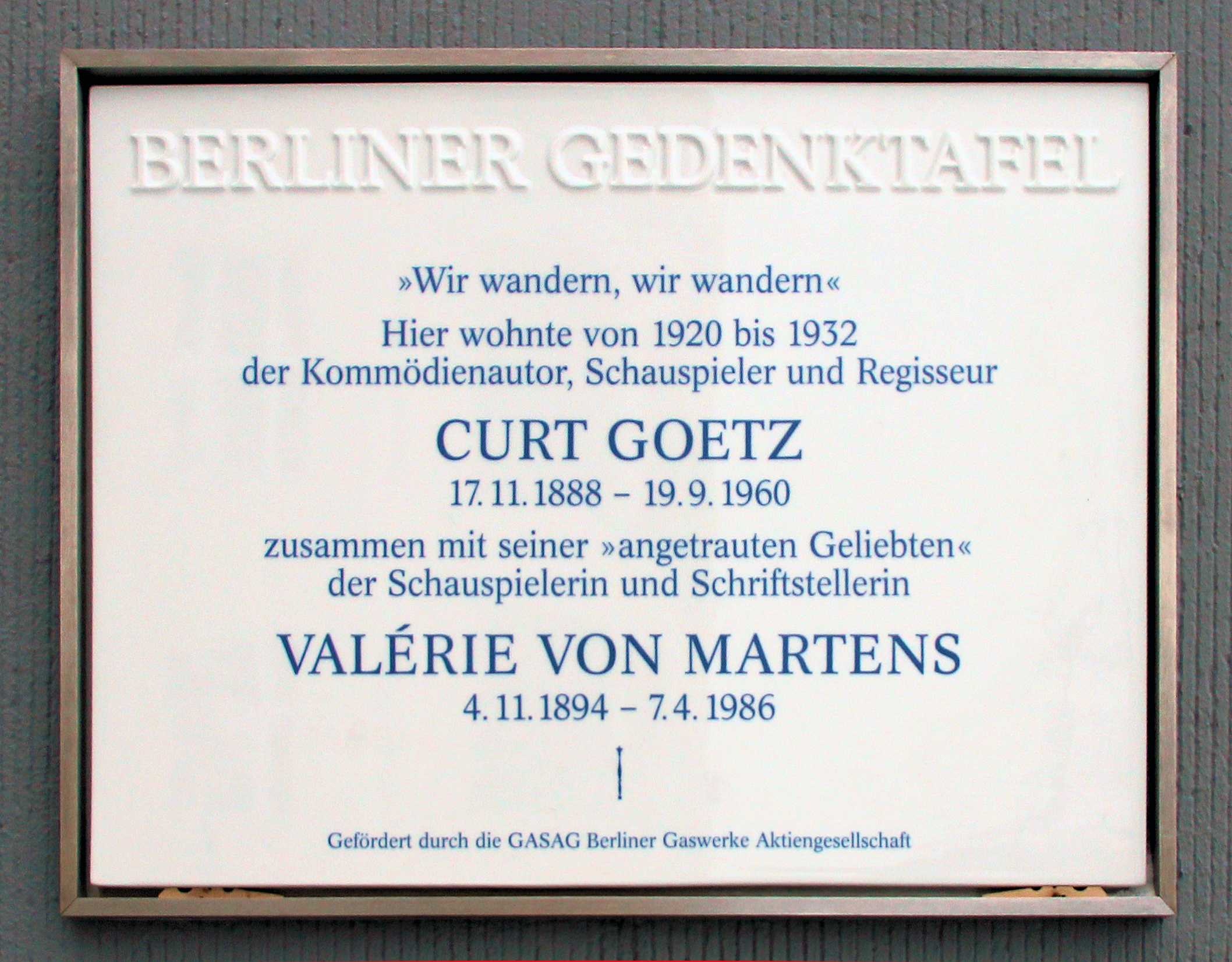
Typisches Erscheinungsbild einer Berliner Gedenktafel

Die Berliner Gedenktafel aus Porzellan der Königlichen Porzellan-Manufaktur (KPM) ist eine spezielle Form der Gedenktafeln in Berlin, die 1985 in Vorbereitung der 750-Jahr-Feier der Stadt im Jahr 1987 eingeführt wurde.
Die porzellanfarbenen Tafeln haben ein Format von rund 40 cm × 60 cm und tragen mit erhabener Schrift den Titel „Berliner Gedenktafel“ in Großbuchstaben sowie eine kobaltblaue erläuternde Inschrift. Abschließend ist das Firmensignet der KPM, ein kobaltblaues Zepter, dargestellt. Das Design wurde 1984 in einem Wettbewerb ermittelt, den der Grafiker Wieland Schütz mit seinem Entwurf gewann.

## Vorgeschichte
Bereits im 19. Jahrhundert begann der Berliner Magistrat, im gesamten öffentlichen Raum Gedenktafeln und Erinnerungszeichen an Personen und Ereignisse aufzustellen. Für das Jahr 1930 umfasst die Auflistung beispielsweise 59 Gedenktafeln allein im inneren Bezirk, weitere 47 Exemplare in allen übrigen Bezirken sind exakt angegeben (Person/Ereignis, Standort, Material, Anbringungs-/Aufstellungsdatum). Im 20. Jahrhundert wurde nach einheitlichen Darstellungen gesucht und die Berliner Gedenktafel entwickelt.

## Ziele
Für die Anbringung einer Berliner Gedenktafel gelten die Richtlinien und Auswahlkriterien für das Gedenktafelprogramm:

„Wichtigstes Kriterium für die Auswahl der zu Ehrenden ist ihre Leistung für bzw. in Berlin. Der Berlin-Bezug muss gegeben sein, wenngleich auch Aspekte der brandenburgisch-preußischen sowie der deutschen Geschichte betont werden können. Nicht einbezogen werden Personen, deren Werk in keiner oder geringer Beziehung zu dieser Stadt steht. Voraussetzung ist, dass der Aufenthalt in Berlin für das Œuvre und die Gesamtbedeutung der Person prägend war. Es ist darauf zu achten, dass vorrangig Personen/Institutionen/Stätten von gesamtstädtischer oder überregionaler Bedeutung geehrt werden. […] In Anlehnung an die Bestimmungen über die Vergabe von Straßennamen sollen Anträge auf Anbringung einer Gedenktafel erst fünf Jahre nach dem Ableben der zu ehrenden Person berücksichtigt werden.“

## Chronologie

### 1985–1991
Ursprünglich kosteten der Entwurf und die Herstellung einer Tafel etwa 1200 Mark. Nach damaligen Plänen sollte jeder Bezirk von West-Berlin etwa 25 derartige – durch die Berliner Sparkasse gesponserte – Gedenktafeln erhalten.
Die ersten drei Gedenktafeln wurden am 22. Oktober 1985 angebracht.

### 1992–2000
Nach der politischen Wende wurde das Gedenktafelprogramm auch auf die östlichen Bezirke Berlins erweitert, wozu die Sparkasse nochmals einen Betrag zur Verfügung stellte. Insgesamt wurden 350 Tafeln im Wert von mittlerweile 3000 DM pro Tafel bis zum Jahr 2000 geplant. Hierbei hat die Historische Kommission zu Berlin e. V. die fachliche Betreuung des Projekts übernommen.
Auch nach 2000 wurden noch Gedenktafeln aus diesem Programm angebracht, zum Beispiel für Rudolf Breitscheid, da die Tafeln bereits vorgefertigt vorlagen und nur noch die konkrete Beschriftung anzubringen war.

### 2000–2013
Nunmehr muss ein Antragsteller eine Kostenübernahmeerklärung über etwa 2500 Euro abgeben, vom Eigentümer des Anbringungsortes muss dessen schriftliches Einverständnis zur Anbringung vorliegen und die Bezirksverordnetenversammlung des entsprechenden Bezirks muss ihr positives Votum abgegeben haben. Anschließend erstellt die Historische Kommission zu Berlin e. V. im Einvernehmen mit dem Antragsteller den Text für die Gedenktafel. Wieland Schütz sorgt dann für die grafische Umsetzung des Textes, teilweise mit weiteren Gestaltungsmerkmalen. Der abschließende Druck auf die Tafel erfolgt durch die KPM. Abschließend sorgt der Antragsteller für die Anbringung der Tafel, die in das Eigentum des jeweiligen Bezirksamtes übergeht.

### 2014–2020
Gemeinsam mit der Historischen Kommission zu Berlin e. V. setzt der Verein Aktives Museum Faschismus und Widerstand in Berlin e. V. seit 2014 die Porzellantafeln des Berliner Gedenktafelprogrammes um. Antragstellende füllen ein Formular mit Informationen der zu ehrenden Person oder Institution aus, bei einem positiven Votum des Historischen Beirats beim für Kultur zuständigen Mitglied des Berliner Senats wird die Berliner Gedenktafel aus Mitteln der Senatsverwaltung für Kultur und Europa und durch ein Sponsoring der GASAG AG finanziert. Grundlage für eine Realisierung ist die Zustimmung der Hausverwaltung bzw. Eigentümer des Gebäudes, an dessen Fassade die Porzellantafel angebracht werden soll.

### Seit 2021
Das Berliner Gedenktafelprogramm wird von der Koordinierungsstelle Historische Stadtmarkierungen im Aktiven Museum Faschismus und Widerstand in Berlin e. V. betreut. Vorschläge können von allen Interessierten eingereicht werden, die Koordinierungsstelle steht für Beratung und Nachfragen zur Verfügung und holt die Genehmigung der Eigentümer ein. Der Historische Beirat beim für Kultur zuständigen Mitglied des Berliner Senats berät einmal im Jahr über die bis dahin eingegangenen Vorschläge für Gedenktafeln und empfiehlt acht Tafeln zur Umsetzung. Die Finanzierung übernehmen die Senatsverwaltung für Kultur und Europa und die GASAG AG.

## Gedenktafeln
Beispiele einiger Berliner Gedenktafeln. Weitere Abbildungen sind bei → Wikimedia Commons zu finden.

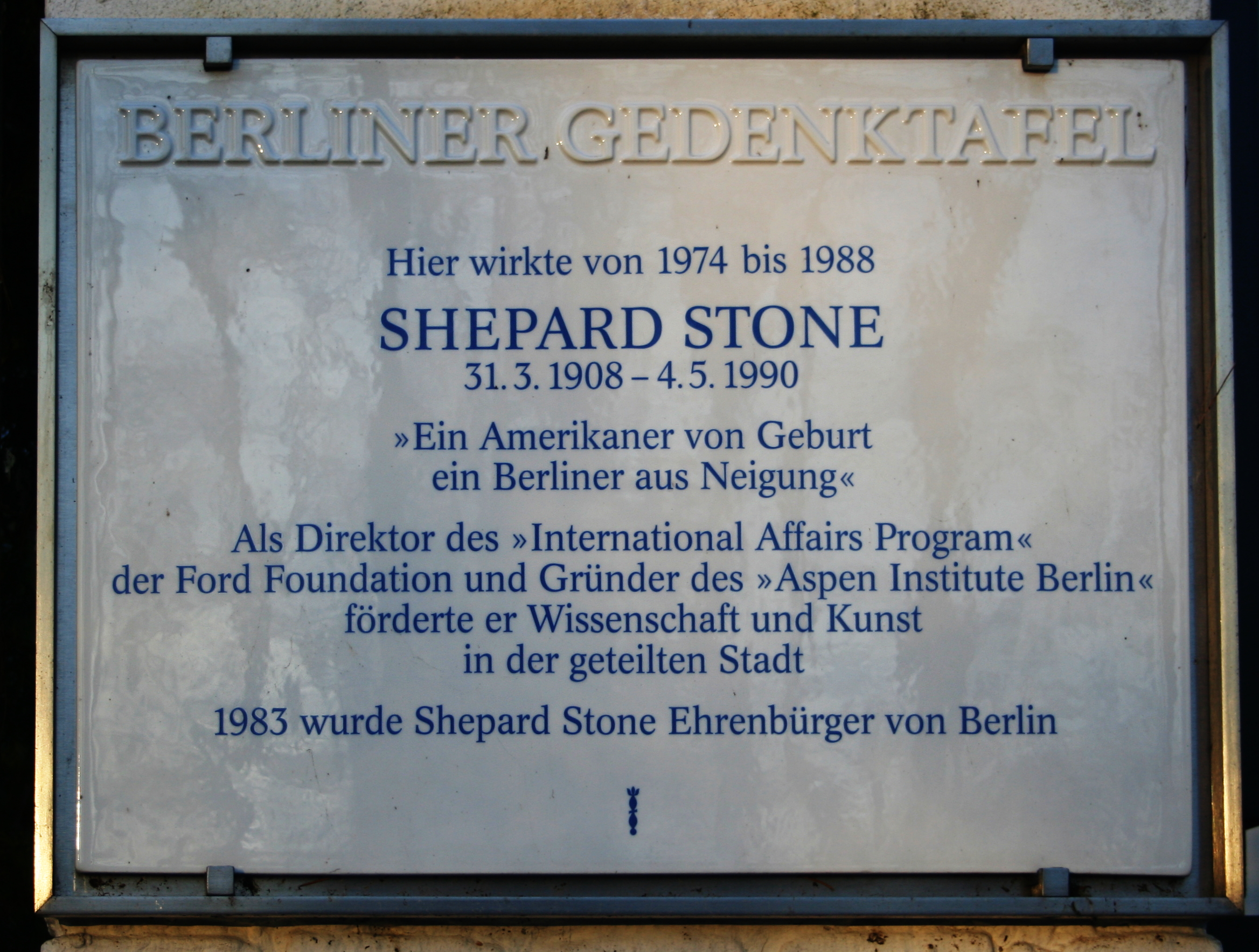
Berliner Gedenktafel für Shepard Stone
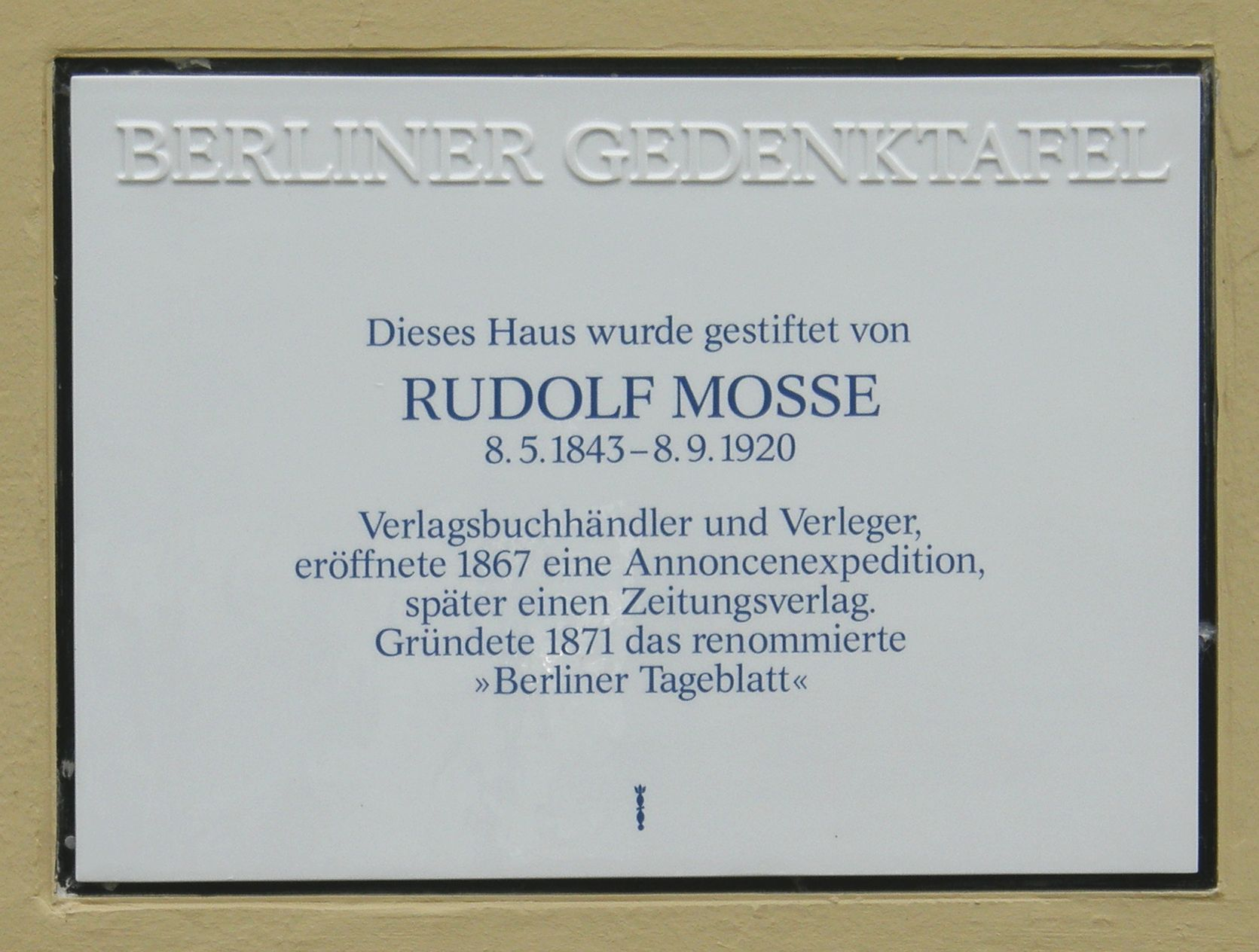
Berliner Gedenktafel für Rudolf Mosse am Mosse-Stift
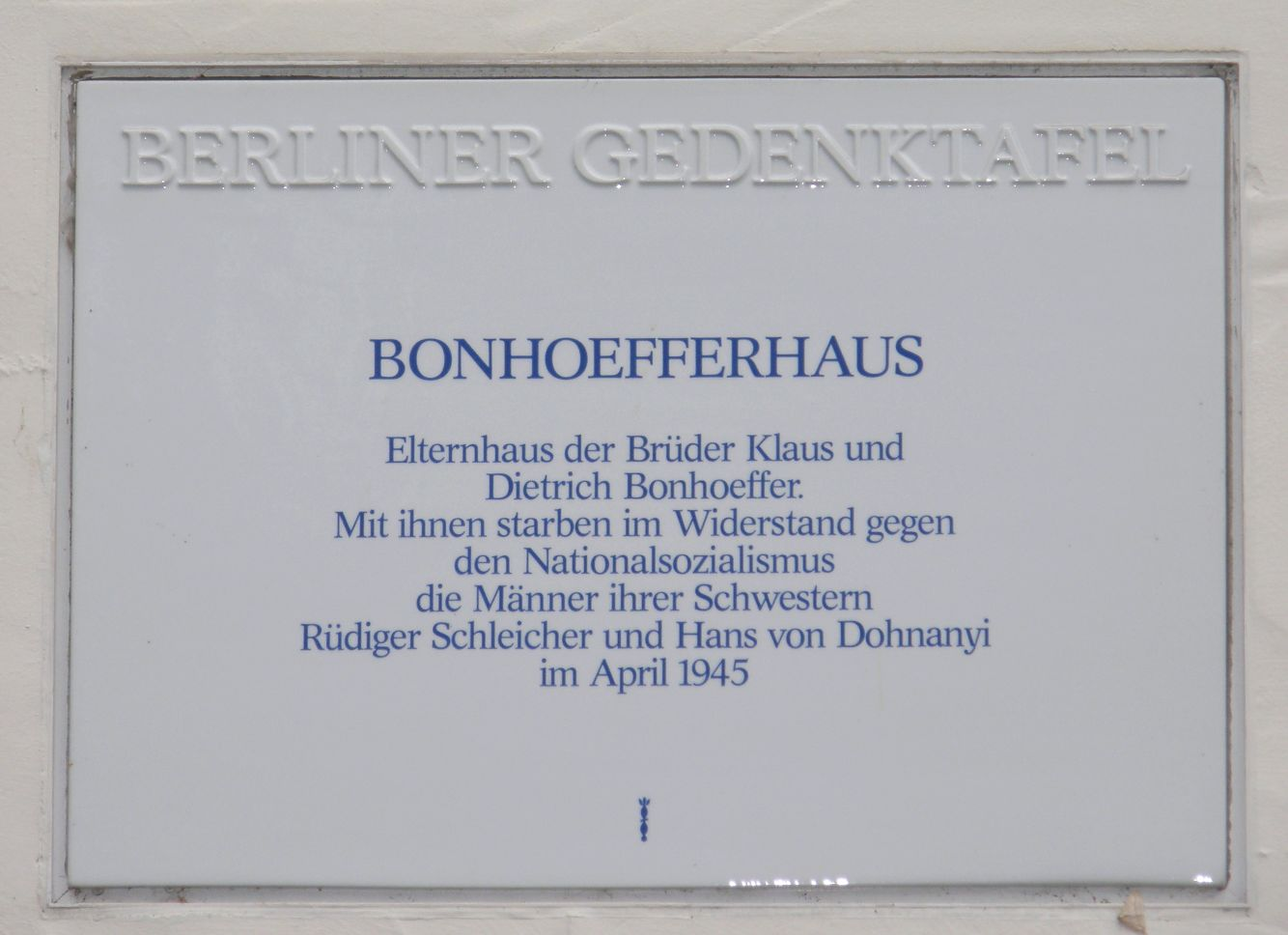
Berliner Gedenktafel am Bonhoefferhaus

## Fehler
Einige der Tafeln weisen Unstimmigkeiten auf. So enthält die Ehrung für Johann Ernst Gotzkowsky in der Brüderstraße im Ortsteil Mitte gleich zwei Fehler: ein falsches Geburtsjahr und ein falsches Jahr bei der russischen Besetzung Berlins. Diese Fehler wurden 2023 mit einer Ersatztafel korrigiert.